# Don Armand
Pour les articles homonymes, voir Armand.

a Compétitions nationales et continentales officielles uniquement.

b Matchs officiels uniquement.
Dernière mise à jour le 3 octobre 2023.
Don Armand, né le 23 septembre 1988 à Harare (Zimbabwe), est un joueur international anglais d'origine zimbabwéenne de rugby à XV jouant au poste de troisième ligne aile. Il a joué plus de 190 matchs avec le club anglais d'Exeter.

## Biographie

### Jeunesse et formation
Don Armand est né à Harare, au Zimbabwe et commence le rugby à l'âge de 7 ans. Sa famille déménage ensuite à Pietermaritzburg, en Afrique du Sud, lorsqu'il a treize ans pour pouvoir poursuivre leur commerce agricole. Étudiant à l'Université du Cap, il reçoit une bourse pour son activité de rugbyman.

### Carrière en club
Don Armand joue pour la province sud-africaine Western Province en Currie Cup, remportant l'édition 2012. Il est titulaire lors de la finale remportée 25 à 18 contre les Natal Sharks,.
En juillet 2013, il découvre le rugby européen en signant pour les Exeter Chiefs, en Angleterre, mais a du mal à trouver du temps de jeu en premier lieu,.
En 2015-2016, il cumule 21 apparitions et atteint la finale de la Premiership. Exeter termine à la deuxième place au classement général de la saison régulière et se qualifie pour la phase finale. En demi-finale, les Chiefs battent les Wasps 34-23 et atteignent pour la première fois de leur histoire la finale du Championnat d'Angleterre et affrontent le tenant du titre et champion d'Europe : les Saracens,. Pour ce match, Don Armand est titulaire en troisième ligne avec Dave Ewers et Julian Salvi. Les siens s'inclinent sur le score de 28-20,.
En début de saison suivante, en 2016-2017, Don Armand est victime d'une rupture ligaments croisés. Durant la suite de la saison, Exeter terminer à la deuxième place du classement général et se qualifie pour la phase finale. En demi-finale, ils battent les Saracens 18-16 et atteignent la finale. Face aux Wasps, il est titulaire et Exeter s'impose 23 à 20, remportant ainsi le championnat national pour la première fois de son histoire. Il est désigné homme du match et figure dans l'équipe type du championnat cette année,. À la fin de cette saison, il prolonge également son contrat avec les Chiefs.
En 2018-2019, Exeter est qualifié en finale du championnat et affronte les Saracens. Armand débute la partie en tant que titulaire, mais les Sarries l'emportent sur le score 34 à 37,.
Durant la saison 2019-2020, son club est dans un premier temps finaliste de la Coupe d'Europe contre le Racing 92 et s'impose 31 à 27. Exeter est alors champion d'Europe pour la première fois de son histoire. Dans un second temps, son équipe est également finaliste en championnat. Les Chiefs battent les Wasps 19 à 13 et réalisent ainsi le doublé Coupe d'Europe/Championnat,. Don Armand ne participe cependant à aucune de ces deux finales. Après cette saison, il prolonge de nouveau son contrat avec son club.
En 2020-2021, Exeter se qualifie jusqu'en finale du championnat pour la sixième fois consécutive et affronte les Harlequins. Pour cette rencontre, Armand entre en jeu à la 45e minute à la place de Richard Capstick. Son équipe est battue de justesse en toute fin de match et s'incline sur le score de 38 à 40,.
À l'issue de la saison 2021-2022 et neuf saisons à Exeter, il prend la décision d'arrêter sa carrière sportive pour se concentrer sur sa vie de famille et son entreprise.

### Carrière internationale
En juin 2017, bien qu'étant zimbabwéen, Don Armand est sélectionné pour la première fois en équipe d'Angleterre pour participer à la tournée d'été en Argentine. Il entre en cours de match contre l'Argentine (victoire 34-38), obtenant sa première cape.
Il dispute un autre match avec le XV de la Rose à l'occasion du Tournoi des Six Nations 2018 contre l'Irlande, étant appelé pour couvrir les blessures de Nathan Hughes and Courtney Lawes,.

## Statistiques en équipe nationale
| Année | Compétition | Matchs | Points | Essais |
| ----- | ----------- | ------ | ------ | ------ |
| 2017  | Test matchs | 1      | -      | -      |
| 2018  | Six Nations | 1      | -      | -      |
| Total | Total       | 2      | 0      | 0      |

## Palmarès

### En club
- Western Province
  - Vainqueur de la Currie Cup en 2012.
- Exeter
  - Finaliste du Championnat d'Angleterre en 2016, 2018, 2019 et 2021.
  - Vainqueur du Championnat d'Angleterre en 2017 et 2020.

### Distinctions personnelles
- Membre de l'équipe type du Championnat d'Angleterre en 2017